# Tumalapalli
Tumalapalli (Thummalapalli ou Tummalapalle) est un village dans le Tehsil de Nandivada du  district de Krishna dans l'État de l'Andhra Pradesh au sud de l'Inde.
Le village est situé dans le delta du fleuve Krishnâ. Son économie repose principalement sur la culture en terrasses. Tumalapalli possède une population de plus de mille habitants. Les villages voisins sont Nandivada, Vennanapudi et Ramapuram.
Thummalapalle possède deux écoles primaires, dont l'une des plus anciennes écoles primaires de la région, érigée il y a cent ans par les missionnaires et les seigneurs locaux. Le village est actuellement affecté par la migration continue des familles paysannes vers les villes.